# Святорусско-Иверский монастырь
Святорусско-Иверский монастырь — женская монашеская община Мцхетско-Тбилисской епархии Грузинской православной церкви в честь икон Божией Матери Боголюбской и «Взыскание погибших», основанная в частном доме в районе (бывшем пригороде) Дидубе в Тбилиси. 
Основана в посёлке (тогда) Дидубе в 1975 году схиархимандритом Виталием (Сидоренко) († 1 декабря 1992 года), пострижеником Глинской пустыни, и митрополитом Зиновием (Мажуга) в небольшом доме первого, где кроме Виталия проживала также его келейница монахиня Мария (Дьяченко).
Последняя была настоятельницей монастыря до своей смерти в 2006 году. 
Монастырь  окормляет Католикос-Патриарх всея Грузии Илия II.